# Metropolis (singel)
Metropolis – czwarty singel polskiej piosenkarki Darii Zawiałow z jej trzeciego solowego albumu studyjnego, zatytułowanego Wojny i noce. Singel został wydany 18 czerwca 2021. Autorami piosenki są Daria Zawiałow oraz Michał Kusz, którzy również odpowiada za produkcję piosenki.
Kompozycja znalazła się na 18. miejscu listy AirPlay – Top, najczęściej odtwarzanych utworów w polskich rozgłośniach radiowych.

## Geneza utworu i historia wydania
Utwór napisali i skomponowali Daria Zawiałow oraz Michał Kusz, którzy również odpowiada za produkcję piosenki.
Singel ukazał się w formacie digital download 18 czerwca 2021 w Polsce za pośrednictwem wytwórni płytowej Sony Music Entertainment Poland. Piosenka została umieszczona na trzecim albumie studyjnym Darii Zawiałow – Wojny i noce.

## „Metropolis” w stacjach radiowych
Nagranie było notowane na 18. miejscu w zestawieniu AirPlay – Top, najczęściej odtwarzanych utworów w polskich rozgłośniach radiowych.

## Lista utworów
- Digital download[1]

1. „Metropolis” – 4:58

## Notowania

### Pozycje na listach airplay
| Kraj   | Lista             | Najwyższa pozycja |
| ------ | ----------------- | ----------------- |
| Polska | AirPlay – Top     | 18                |
| Polska | AirPlay – Nowości | 1                 |

## Wyróżnienia
| Rok  | Konkurs                  | Kategoria    | Rezultat    |
| ---- | ------------------------ | ------------ | ----------- |
| 2021 | Przebój roku RMF FM 2021 | Przebój roku | 56. miejsce |